# Singulari nos
Singulari nos ist eine Enzyklika von Papst Gregor XVI., mit der er am 25. Juni 1834 erneut „über die Irrtümer des Lamennais“ schrieb.

## Gegen den politischen und kirchlichen Liberalismus
Bereits mit seiner Enzyklika Mirari vos vom 15. August 1832 hatte Gregor XVI. den politischen Liberalismus und die Gedanken des Lamennais verurteilt. Mit diesem neuen päpstlichen Rundschreiben verdammte der Papst besonders die von Lamennais veröffentlichte Schrift „Paroles d’un croyant“ (frz.: Die Reden eines Gläubigen), er bezichtigte ihn, die Heilige Schrift zu missbrauchen, und warf ihm die Verhetzung der Gläubigen vor, desgleichen bezeichnete der Papst die geforderten modernen Freiheiten als „Wahnsinn“.

## Reaktion in Belgien
Der belgische Episkopat ging nach der überstandenen Revolution (1830/31) in Belgien dazu über, das liberale und demokratische Gedankengut des Lamennais der katholischen Öffentlichkeit zu verheimlichen, zumal sie ihre Unabhängigkeit gegenüber dem neuen belgischen König Leopold I. und dem Heiligen Stuhl bewahren wollten. Gleichzeitig ging es auch darum, gegenüber den Anhängern Lamennais’ behutsam vorzugehen und zu vermeiden, dass sich diese gegen die belgischen Bischöfe auflehnten. Deshalb verbreiteten die belgischen Bischöfe zunächst die beiden Enzykliken „gegen den Liberalismus“ und die „Irrtümer des Lamennais“ nicht. Erst 1837 fühlte sich das Episkopat in der Lage, auf das Gedankengut Lamennais’ einzugehen, dieses zu verurteilen und gleichzeitig das Verbot gegen die Freimaurerei auszusprechen.